# Cerro Grande, San Luis Potosí
Cerro Grande är en ort i Mexiko.   Den ligger i kommunen Tamazunchale och delstaten San Luis Potosí, i den sydöstra delen av landet, 210 km norr om huvudstaden Mexico City. Cerro Grande ligger 1 029 meter över havet och antalet invånare är 462.
Terrängen runt Cerro Grande är huvudsakligen kuperad, men åt sydväst är den bergig. Cerro Grande ligger uppe på en höjd. Runt Cerro Grande är det tätbefolkat, med 476 invånare per kvadratkilometer. Närmaste större samhälle är Tamazunchale, 8,0 km öster om Cerro Grande. I omgivningarna runt Cerro Grande växer i huvudsak städsegrön lövskog.